# Robert Duvall
Robert Selden Duvall (ur. 5 stycznia 1931 w San Diego) – amerykański aktor, reżyser, scenarzysta i producent filmowy, piosenkarz. Odznaczony Narodowym Medalem Sztuki. Otrzymał Oscara za występ w filmie Pod czułą kontrolą (1983). Oprócz tego był nominowany do tej nagrody sześciokrotnie. Otrzymał też cztery Złote Globy.

## Życiorys

### Wczesne lata
Urodził się w San Diego jako syn Mildred Virginii (z domu Hart; 1901–1985) i Williama Howarda Duvalla (1904–1984), admirała United States Navy urodzonego w Wirginii, potomka imigrantów z Francji. Jego matka była krewną generała Roberta Lee, przywódcy konfederatów w wojnie secesyjnej. Jego rodzina była pochodzenia angielskiego, niemieckiego, szwajcarskiego, francuskiego, walijskiego i szkockiego.
Jego ojciec chciał go wysłać do Akademii Marynarki Wojennej w Annapolis. Kariera wojskowa go jednak nie interesowała. W 1953 ukończył studia na wydziale dramatu w Principia College w Elsah w Illinois. Następnie pełnił krótko służbę wojskową w United States Army jako starszy szeregowy podczas wojny koreańskiej. 
Po powrocie do Stanów zamieszkał wraz z innymi początkującymi aktorami (takimi jak Dustin Hoffman, Gene Hackman i James Caan) w wynajętym mieszkaniu w Nowym Jorku. Zimą 1955 studiował w nowojorskiej The Neighborhood Playhouse School of the Theatre.

### Kariera
Początkowo występował w teatrze. W 1952 debiutował w Gateway Theatre w Bellport w roli pilota w sztuce Laughter In The Stars, będącym adaptacją Małego Księcia. W 1957 był w obsadzie spektaklu Hortona Foote Rozmowy po północy (The Midnight Caller). W 1958 na off-Broadwayu wystąpił jako Frank Gardner w przedstawieniu George’a Bernarda Shawa Profesja pani Warren. W 1966 trafił na Broadway jako Harry Roat, Jr. w sztuce Doczekać zmroku w Ethel Barrymore Theatre. Choć jego role były dobrze oceniane przez krytykę, nie odnosił sukcesów, dlatego musiał jakiś czas zarabiać na chleb, m.in. jako pracownik poczty i kierowca. 
Po raz pierwszy był obecny na ekranie jako Boo Radley w dramacie Roberta Mulligana Zabić drozda (1962). Jego rola spotkała się z dużym uznaniem krytyków i otworzyła mu drogę do kariery. Wcielał się przeważnie w silnych mężczyzn - wojskowych, prawników oraz ludzi interesu. Do tych najbardziej pamiętnych należą role w filmie kryminalnym Petera Yatesa Bullitt (1968) ze Steve’em McQueenem w roli głównej, kreacja Toma Hagena, consigliere rodziny Corleone w Ojcu chrzestnym (1972). Po roli szalonego podpułkownika Billa Kilgore’a z Czasu apokalipsy (1979) Francisa Forda Coppoli został wpisany do Księgi rekordów Guinnessa jako najbardziej wszechstronny aktor na świecie, a jego kwestia z tego filmu: „kocham zapach napalmu o poranku” przeszła do historii kina. 
Otrzymał Oscara dla najlepszego aktora pierwszoplanowego za rolę piosenkarza country Maca Sledge’a w ciepłym, rodzinnym dramacie Bruce’a Beresforda Pod czułą kontrolą (1983). Zajmował się także reżyserią i pisaniem scenariuszy, a nawet produkcją filmów, m.in. Apostoła (1997), w którym zagrał kaznodzieję i dreszczowca Assassination Tango (2002), gdzie wcielił się w płatnego mordercę. 
Ma swoją gwiazdę w Hollywood Walk of Fame.

## Filmografia
- Zabić drozda (1962) jako Arthur "Boo" Radley
- Kapitan Newman (1963) jako kpt. Paul Cabot Winston
- Koszmar w słońcu (1965) jako motocyklista
- Obława (1966) jako Edwin Stewart
- Detektyw (1968) jako Nestor
- Odliczanie (1968) jako Chiz Stewart
- Bullitt (1968) jako Weissberg, taksówkarz
- Ludzie z deszczu (1969) jako Gordon
- Prawdziwe męstwo (1969) jako Lucky Ned Pepper
- Rewolucjonista (1970) jako Despard
- MASH (1970) jako mjr Frank Burns
- THX 1138 (1971) jako THX 1138
- Szeryf (1971) jako Vernon Adams
- Wielki napad w Minnesocie (1972) jako Jesse James
- Joe Kidd (1972) jako Frank Harlan
- Ojciec chrzestny (1972) jako Tom Hagen
- Porachunki (1973) jako Earl Macklin
- Odznaka 373 (1973) jako Eddie Ryan
- Rozmowa (1974) jako dyrektor
- Ojciec chrzestny II (1974) jako Tom Hagen
- Brawurowe porwanie (1975) jako Jay Wagner
- Elita zabójców (1975) jako George Hansen
- Orzeł wylądował (1976) jako płk. Max Radl
- Obsesja Sherlocka Holmesa (1976; znany także pt. Siedmioprocentowy roztwór) jako dr John Watson
- Sieć (1976) jako Frank Hackett
- Niepokonany (1977) jako Bill McDonald
- Inwazja łowców ciał (1978) jako ksiądz na huśtawce
- Betsy (1978) jako Loren Hardemann III
- Ike (1979) jako Dwight D. Eisenhower
- Czas apokalipsy (1979) jako podpułkownik Bill Kilgore
- Wielki Santini (1979) jako podpułkownik "Bull" Meechum
- Prawdziwe wyznania (1981) jako detektyw Tom Spellacy
- W poszukiwaniu D. B. Coopera (1981) jako sierżant Bill Gruen
- Historia Terry’ego Foxa (1983) jako Bill Vigars
- Pod czułą kontrolą (1983) jako Mac Sledge
- Chłopiec z marmuru (1984) jako Joe Hillerman
- Urodzony sportowiec (1984) jako Max Mercy
- Latarniowiec (1985) jako Calvin Caspary
- Barwy (1988) jako Bob Hodges
- Na południe od Brazos (1989, miniserial TV) jako Augustus "Gus" McCrae
- Pokaz siły (1990) jako Howard
- Szybki jak błyskawica (1990) jako Harry Hogge
- Opowieść podręcznej (1990) jako komendant
- Historia Rose (1991) jako pan Hillyer
- Stalin (1992) jako Józef Stalin
- Gazeciarze (1992) jako Joseph Pulitzer
- Dżuma (1992) jako Joseph Grand
- Zapasy z Ernestem Hemingwayem (1993) jako Walter
- Geronimo: amerykańska legenda (1993) jako Al Sieber
- Upadek (1993) jako Martin Prendergast
- Zawód: dziennikarz (1994) jako Bernie White
- Pod niebem Henrietty (1995) jako pan Cox
- Szkarłatna litera (1995) jako dr Roger Prynne/Roger Chillingworth
- Miłosna rozgrywka (1995) jako Wyly King
- Fenomen (1996) jako Doc Brunder
- Blizny przeszłości (1996) jako pan Childers, ojciec Karla
- Wszystko zostaje w rodzinie (1996) jako Earl Pilcher Jr.
- Człowiek, który pojmał Eichmanna (1996) jako Adolf Eichmann
- Apostoł (1997) jako Euliss F. "Sonny" Dewey (także reżyseria)
- Fałszywa ofiara (1998) jako Dixon Doss
- Dzień zagłady (1998) jako kpt. Spurgeon „Fish” Tanner
- Adwokat (1998) jako Jerry Facher
- 60 sekund (2000) jako Otto Halliwell
- 6-ty dzień (2000) jako dr Griffin Weir
- Zwycięski gol (2000) jako Gordon McCloud
- John Q (2002) jako porucznik Frank Grimes
- Generałowie (2003) jako gen. Robert E. Lee
- Wakacje Waltera (2003) jako Hub McCann
- Bezprawie (2003) jako "Boss" Spearman
- Dziękujemy za palenie (2005) jako kapitan
- Tygrysy murawy (2005) jako Buck Weston, ojciec Phila
- Przerwany szlak (2006, miniserial TV) jako Prentice "Prent" Ritter
- Lucky You – Pokerowy blef (2007) jako L.C. Cheever
- Królowie nocy (2007) jako Albert "Burt" Grusinsky
- Cztery Gwiazdki (2008) jako Howard McVie
- Aż po grób (2009) jako Felix Bush
- Droga (2009) jako Ely, starzec
- Szalone serce (2009) jako Wayne Kramer
- Siedem dni w Utopii (2011) jako Johnny Crawford
- Jack Reacher: Jednym strzałem (2012) jako Cash
- Hemingway i Gellhorn (2012) jako gen. Petrov
- Samochód Jayne Mansfield (2012) jako Jim Calldwel
- Sędzia (2014) jako sędzia Joseph Palmer
- Dzikie konie (2015) jako Scott Briggs (także reżyseria)
- W niepewnym boju (2016) jako Chris Bolton
- Wdowy (2018) jako Tom Mulligan
- Potężne sierotki (2021) jako Mason Hawk
- Bielmo (2022) jako Jean Pepe

## Nagrody
- Nagroda Akademii Filmowej Najlepszy aktor pierwszoplanowy: 1984 Pod czułą kontrolą
- Złoty Glob
  - Najlepszy aktor w miniserialu lub filmie telewizyjnym: 1993 Stalin
  - Najlepszy aktor w miniserialu lub filmie telewizyjnym: 1990 Na południe od Brazos
  - Najlepszy aktor w dramacie: 1984 Pod czułą kontrolą
  - Najlepszy aktor drugoplanowy: 1980 Czas apokalipsy
- Nagroda BAFTA Najlepszy aktor drugoplanowy: 1980 Czas apokalipsy
- Nagroda Emmy Najlepszy aktor w miniserialu lub filmie telewizyjnym: 2007 Przerwany szlak
- Nagroda Gildii Aktorów Ekranowych Najlepszy aktor w roli drugoplanowej: 1999 Adwokat